# نسبة الإشارة إلى التداخل مع الضجيج
في نظرية المعلومات وهندسة الاتصالات السلكية واللاسلكية، تعد نسبة الإشارة إلى التداخل زائد الضجيج (إس آي إن آر) (بالإنجليزية: Signal-to-interference-plus-noise ratio (SINR))‏ (تُعرف أيضًا بنسبة الإشارة إلى الضجيج زائد التداخل (إس إن آي آر (بالإنجليزية: SNIR) كمية مستخدمة لإعطاء الحدود النظرية العليا لسعة القناة (أو معدل نقل المعلومات) في أنظمة الاتصالات اللاسلكية مثل الشبكات. على غرار نسبة الإشارة إلى الضجيج (إس إن آر) المستخدمة غالبًا في أنظمة الاتصالات السلكية، تُعرف إس آي إن آر بأنها استطاعة إشارة معينة مرغوبة مقسومة على مجموع استطاعة التداخل (من جميع الإشارات الأخرى المتداخلة) زائد استطاعة مقدار الضجيج الخلفي. إذا كانت استطاعة الضجيج صفرًا، فإن إس آي إن آر تختزل إلى نسبة الإشارة إلى التداخل (إس آي آر). على العكس من ذلك، يختزل التداخل الصفري إس آي إن آر إلى إس إن آر، والتي تُستخدم بصورة أقل تواترًا عند تطوير النماذج الرياضية للشبكات اللاسلكية مثل الشبكات الخلوية.
إن التعقيد والعشوائية لأنواع معينة من الشبكات اللاسلكية ولانتشار الإشارات قد حفز استخدام نماذج الهندسة العشوائية من أجل نمذجة إس آي إن آر، خاصة لشبكات الهاتف الخلوي أو المحمول.

## شرح
يشيع استخدام إس آي إن آر في الاتصالات اللاسلكية كوسيلة لقياس جودة الاتصالات اللاسلكية. عادة، تتلاشى طاقة الإشارة مع المسافة، الظاهرة التي يشار إليها باسم خسارة المسار في الشبكات اللاسلكية. على العكس، في الشبكات السلكية، يحقق وجود مسار سلكي بين المرسل أو المرسل والمستقبل الاستقبال الصحيح للبيانات. في الشبكة اللاسلكية، يجب على المرء أن يأخذ في الاعتبار عوامل أخرى (على سبيل المثال ضجيج الخلفية وقوة التداخل للإرسال المتزامن الآخر). يحاول مفهوم إس آي إن آر إنشاء تمثيل لهذا الجانب.

### تعريف رياضي
عادة تعريف إس آي إن آر يُحدد لمستقبل معين (أو مستخدم). على وجه الخصوص، بالنسبة إلى جهاز استقبال يقع في نقطة ما في الفضاء (نقطة إكس) (عادةً، على المستوي)، فإن إس آي إن آر المقابلة لها تعطى بالمعادلة
حيث بّي ((P هي استطاعة الإشارة الواردة المرغوبة، آي (I) هي استطاعة التداخل للإشارات الأخرى (المتداخلة) في الشبكة، وإن (N) هو مقدار الضجيج، والذي قد يكون ثابت أو عشوائي. مثل النسب الأخرى في الهندسة الإلكترونية والمجالات ذات الصلة، غالبًا ما يُعبر عن إس آي إن آر بالديسيبل أو دي بي (dB).

## نموذج الانتشار
لتطوير نموذج رياضي لتقدير النسبة إس آي إن آر، يلزم وجود نموذج رياضي مناسب لتمثيل انتشار الإشارة الواردة والإشارات المسببة للتداخل. يفترض نهج النموذج الشائع أن نموذج الانتشار يتكون من مكون عشوائي ومكون غير عشوائي (أو حتمي).
يسعى المكون الحتمي إلى التقاط كيف تتحلل الإشارة أو مقدار توهينها أثناء انتقالها في وسط مثل الهواء، والذي يتم عن طريق إدخال تابع فقدان المسار أو التوهين. يعد قانون الطاقة البسيط خيارًا شائعًا يستخدم كتابع فقدان المسار. على سبيل المثال، إذا كانت الإشارة تنتقل من النقطة إكس إلى النقطة واي، فإنها تتحلل بعامل معين يعطى بتابع خسارة المسار
حيث يكون الأس لفقدان المسار إلفا أكبر من 2 (α> 2) و| x-y | تشير إلى المسافة بين النقطة واي للمستخدم ومصدر الإشارة عند النقطة إكس. على الرغم من أن هذا النموذج يعاني من التفرد (عندما إكس تساوي واي (x=y))، فإن طبيعته البسيطة تؤدي إلى استخدامه غالبًا بسبب النماذج القابلة للتتبع نسبيًا التي يقدمها. تُستخدم الدوال الأسية أحيانًا لنمذجة إشارات التحلل السريع.